# Salvador Marcone
Salvador Marcone (1950. március 11. – 2008) chilei nemzetközi labdarúgó-játékvezető. Teljes neve Salvador Imperatore Marcone. Polgári foglalkozása vegyészmérnök.

## Pályafutása

### Nemzeti játékvezetés
A küldési gyakorlat szerint rendszeres partbírói szolgálatot is végzett. Az I. Liga játékvezetőjeként 1995-ben vonult vissza.

### Nemzetközi játékvezetés
A Francia labdarúgó-szövetség Játékvezető Bizottsága (JB) terjesztette fel nemzetközi játékvezetőnek, a Nemzetközi Labdarúgó-szövetség (FIFA) 1986-tól tartotta nyilván bírói keretében. A FIFA JB központi nyelvei közül a spanyolt beszéli. Több nemzetek közötti válogatott és klubmérkőzést vezetett, vagy működő társának partbíróként, majd 4. bíróként segített. A  nemzetközi játékvezetéstől 1995-ben búcsúzott.

#### Labdarúgó-világbajnokság

##### U17-es labdarúgó-világbajnokság
Japán rendezte az 5., az 1993-as U17-es labdarúgó-világbajnokságot, ahol a FIFA JB bíróként vette igénybe szolgálatát.

###### 1993-as U17-es labdarúgó-világbajnokság
| Időpont             | Helyszín               | Mérkőzés típusa              | Mérkőzés           | Eredmény | Nézők száma |
| ------------------- | ---------------------- | ---------------------------- | ------------------ | -------- | ----------- |
| 1993. augusztus 22. | Városi Stadion, Nagoja | csoportmérkőzés (B. csoport) | Kanada–Nigéria     | 0 – 8    | 7952        |
| 1993. augusztus 26. | Városi Stadion, Nagoja | csoportmérkőzés (B. csoport) | Ausztrália–Nigéria | 0 – 2    | 5732        |

##### 1994-es labdarúgó-világbajnokság
A világbajnoki döntőkhöz vezető úton Amerikai Egyesült Államokba a XV., az 1994-es labdarúgó-világbajnokságra  a FIFA JB tartalék (4. bíró) játékvezetőként alkalmazta.

#### Női labdarúgó-világbajnokság
A világbajnoki döntőkhöz vezető úton Kínába rendezték az I., az 1991-es női labdarúgó-világbajnokságot, ahol a FIFA JB játékvezetőként alkalmazta. A FIFA JB biztonsági döntés alapján férfi és női játékvezetőket hívott a tornára.  A Kína–Norvégia csoportmérkőzés/nyitómérkőzéssel kezdődött a világbajnokság. Világbajnokságon vezetett mérkőzéseinek száma: 3.

##### 1991-es női labdarúgó-világbajnokság

###### Világbajnoki mérkőzés
| Időpont            | Helyszín                             | Mérkőzés típusa              | Mérkőzés                     | Eredmény | Nézők száma |
| ------------------ | ------------------------------------ | ---------------------------- | ---------------------------- | -------- | ----------- |
| 1991. november 16. | Tianhe Saupin Stadion, Kanton        | csoportmérkőzés (A. csoport) | Kína–Norvégia                | 4 – 0    | 65 000      |
| 1991. november 19. | Guangdong Provincial Stadion, Kanton | csoportmérkőzés (A. csoport) | Norvégia–Új-Zéland           | 4 – 0    | 12 000      |
| 1991. november 27. | Guangdong Provincial Stadion, Kanton | egyik elődöntő               | Németország–Egyesült Államok | 2 – 5    | 15 000      |

#### Copa América
Bolívia rendezte a 37., az 1995-ös Copa América labdarúgó tornát, ahol a CONMEBOL JB bíróként foglalkoztatta.

##### 1995-ös Copa América

###### Copa América mérkőzés
| Időpont          | Helyszín                            | Mérkőzés típusa              | Mérkőzés                  | Eredmény | Nézők száma |
| ---------------- | ----------------------------------- | ---------------------------- | ------------------------- | -------- | ----------- |
| 1995. július 5.  | Estadio Centenario, Montevideo      | csoportmérkőzés (A. csoport) | Uruguay–Venezuela         | 4 – 1    | 32 000      |
| 1995. július 16. | Estadio Centenario, Montevideo      | egyik negyeddöntő            | Kolumbia–Paraguay         | 1 – 1    | 25 000      |
| 1995. július 22. | Domingo Burgueño Stadion, Maldonado | bronzmérkőzés                | Kolumbia–Egyesült Államok | 4 – 1    | 2500        |

#### Konföderációs kupa
Szaúd-Arábia adott otthont a 2., az 1995-ös konföderációs kupa tornának, ahol a FIFA bíróként alkalmazta.

##### 1995-ös konföderációs kupa
| Időpont          | Helyszín                       | Mérkőzés típusa              | Mérkőzés            | Eredmény | Nézők száma |
| ---------------- | ------------------------------ | ---------------------------- | ------------------- | -------- | ----------- |
| 1995. január 6.  | II. Fahd király Stadion, Rijad | csoportmérkőzés (A. csoport) | Szaúd-Arábia–Mexikó | 0 – 2    | 25 000      |
| 1995. január 10. | II. Fahd király Stadion, Rijad | csoportmérkőzés (A. csoport) | Dánia–Mexikó        | 1 – 1    | 20 000      |

#### Nemzetközi kupamérkőzések
Vezetett kupadöntők száma: 3.

##### Copa Iberoamericana
A CONMEBOL és a Spanyol labdarúgó-szövetség (RFEF) megállapodás értelmében a Dél-amerikai bajnok és a spanyol bajnok első, egyben utolsó tornája.
| Időpont         | Helyszín                           | Mérkőzés típusa        | Mérkőzés                       | Eredmény |
| --------------- | ---------------------------------- | ---------------------- | ------------------------------ | -------- |
| 1994. május 25. | La Bombonera Stadion, Buenos Aires | döntő második mérkőzés | CA Boca Juniors–Real Madrid CF | 2 – 1    |

##### Copa Libertadores
| Időpont             | Helyszín                            | Mérkőzés típusa        | Mérkőzés                                           | Eredmény |
| ------------------- | ----------------------------------- | ---------------------- | -------------------------------------------------- | -------- |
| 1995. augusztus 30. | Atanasio Girardot Stadion, Medellín | döntő második mérkőzés | Atlético Nacional–Grêmio Foot-Ball Porto Alegrense | 1 – 1    |

##### Supercopa Libertadores
| Időpont            | Helyszín                                    | Mérkőzés típusa      | Mérkőzés                     | Eredmény |
| ------------------ | ------------------------------------------- | -------------------- | ---------------------------- | -------- |
| 1995. november 29. | Libertadores de América Stadion, Avellaneda | döntő első mérkőzése | CA Independiente–CR Flamengo | 2 – 0    |

## Sportvezetőként
Aktív pályafutását befejezve a Chilei Labdarúgó-szövetség JB koordinátora, ellenőre lett.

## Szakmai sikerek
1995-ben a Chilei Labdarúgó-szövetség JB az Év Játékvezetője címmel ismerte el felkészültségét.